# Европско првенство у атлетици за јуниоре 2013 — 1.500 метара за јуниоре
Такмичење у трчању на 1.500 метара у мушкој конкуренцији на 22. Европском првенству у атлетици за јуниоре 2013. у Ријетију Италија одржано је 18. и 20. јула 2013. године на Stadio Raul Guidobaldi стадиону.
Титулу освојену у Талину 2011, није бранио Адам Котон из Уједињеног Краљевства јер је прешао у млађе сениоре.

## Земље учеснице
Учествовало је 26 такмичара из 15 земаља.
1. Ирска (3)
2. Италија (1)
3. Мађарска (1)
4. Немачка (1)
5. Норвешка (3)
6. Пољска (3)
7. Португалија (1)
8. Русија (1)
9. Словенија (1)
10. Србија (1)
11. Турска (1)
12. Уједињено Краљевство (3)
13. Украјина (1)
14. Холандија (2)
15. Шпанија (3)

## Квалификациона норма
| Норма   |
| ------- |
| 3:51,00 |

## Освајачи медаља
|                                     |                            |                         |
| Џејк Вајтман · Уједињено Краљевство | Сулејман Бекмезџи · Турска | Јулиус Лавник · Немачка |

## Сатница
| Датум   | Време | Коло          |
| ------- | ----- | ------------- |
| 18. јул | 17:10 | Квалификације |
| 20. јул | 17:55 | Финале        |

## Рекорди
| Рекорди пре почетка Европског првенства 2013. | Рекорди пре почетка Европског првенства 2013. | Рекорди пре почетка Европског првенства 2013. | Рекорди пре почетка Европског првенства 2013. | Рекорди пре почетка Европског првенства 2013. | Рекорди пре почетка Европског првенства 2013. |
| Рекорди                                       | Атлетичар                                     | Земља                                         | Време                                         | Место                                         | Датум                                         |
| --------------------------------------------- | --------------------------------------------- | --------------------------------------------- | --------------------------------------------- | --------------------------------------------- | --------------------------------------------- |
| Европски рекорд У-20                          | Рејес Естевез                                 | Швајцарска                                    | 3:35,51                                       | Цирих, Швајцарска                             | 16. август 1995.                              |
| Рекорди европских првенстава У-20             | Грахам Вилијамсон                             | Велика Британија                              | 3:38,96                                       | Бидгошћ, Пољска                               | 16. август 1979.                              |
| Најбољи европски резултат сезоне У-20         | Сулејман Бекмезџи                             | Турска                                        | 3:43,05                                       | Истанбул, Турска                              | 8. јун 2013.                                  |

### Најбољи резултати у 2013. години
Десет најбољих европских атлетичара у трци на 1.500 метара у 2013. години је пре почетка светског првенства (18. јула 2013) заузимало следећи пласман.
| 1.  | Сулејман Бекмезџи  | Турска           | 3:43,05 | 8. јун   |
| 2.  | Џејмс Макмари      | Велика Британија | 3:43,08 | 1. јун   |
| 3.  | Метју Маклолин     | Велика Британија | 3:43,26 | 1. јун   |
| 4.  | Шејн Фицимонс      | Ирска            | 3:43,33 | 25. јун  |
| 5.  | Џејк Вајтман       | Велика Британија | 3:43,74 | 6. мај   |
| 6.  | Шаун Вајли         | Велика Британија | 3:44,19 | 1. јун   |
| 7.  | Јулиус Лавник      | Немачка          | 3:44,57 | 8. јун   |
| 8.  | Марк Алкала        | Шпанија          | 3:44,83 | 5. јун   |
| 9.  | Јеманеберхан Крипа | Италија          | 3:45,02 | 14. јул  |
| 10. | Роби Фарнхам-Розе  | Велика Британија | 1:49,10 | 30. март |
|     |                    |                  |         |          |
|     | Никола Бурсаћ      | Србија           |         |          |

Такмичари чија су имена подебљана учествовали су на ЕП 2013.

## Резултати
,

### Квалификације
Квалификације су одржане 18. јула. Такмичари су били подељени у 2 групе. У финале су се пласирала прва 4 из сваке групе (КВ) и 4 на основу резултата (кв).
Почетак такмичења: група 1 у 17:10, група 2 у 17:20.
| Место | Група | Атлетичар               | Земља                | ЛР      | ЛРС     | Резултат | Белешка |
| ----- | ----- | ----------------------- | -------------------- | ------- | ------- | -------- | ------- |
| 1.    | 2     | Сулејман Бекмезџи       | Турска               | 3:43,05 | 3:43,05 | 3:43,75  | КВ      |
| 2.    | 2     | Џејк Вајтман            | Уједињено Краљевство | 3:43,74 | 3:43,74 | 3:43,95  | КВ      |
| 3.    | 2     | Руаири Финенган         | Ирска                |         |         | 3:44,60  | КВ, ЛР  |
| 4.    | 2     | Шаун Вајли              | Уједињено Краљевство | 3:44,19 | 3:44,19 | 3:45,02  | КВ      |
| 5.    | 2     | Џордан Брансберг        | Русија               |         |         | 3:45,29  | кв, ЛР  |
| 6.    | 2     | Николаус Францмајр      | Украјина             | 1:48,12 | 1:48,12 | 3:47.68  | кв      |
| 7.    | 2     | Федерико Газбари        | Италија              |         |         | 3:48,00  | кв, ЛР  |
| 8.    | 2     | Магнус Ханевиг Петерсен | Норвешка             |         |         | 3:48,43  | кв, ЛР  |
| 9.    | 2     | Бењамин Ковач           | Мађарска             | 3:48,08 | 3:48,08 | 3:48,66  |         |
| 10.   | 2     | Дамјан Рудник           | Пољска               | 3:47,88 | 3:47,88 | 3:49,79  | ЛР      |
| 11.   | 1     | Шон Тобин               | Ирска                |         |         | 3:50,31  | КВ      |
| 12.   | 1     | Јулиус Лавник           | Немачка              | 3:44,57 | 3:44,57 | 3:50,41  | КВ      |
| 13.   | 2     | Јоријн де Маре          | Холандија            | 3:46,89 | 3:46,89 | 3:50,61  |         |
| 14.   | 1     | Никола Бурсаћ           | Србија               | 3:48,75 |         | 3:50,64  | КВ      |
| 15.   | 1     | Метју Маклолин          | Уједињено Краљевство | 3:43,26 | 3:43,26 | 3:50,83  | КВ      |
| 16.   | 1     | Јан Петрач              | Словенија            |         |         | 3:50,92  | ЛР      |
| 17.   | 1     | Шејн Фицимонс           | Ирска                | 3:43,33 | 3:43,33 | 3:51,06  |         |
| 18.   | 1     | Марк Алкала             | Шпанија              | 3:44,83 | 3:44,83 | 3:51,17  |         |
| 19.   | 1     | Ерик Удо Педерсен       | Норвешка             | 3:47,03 | 3:47,03 | 3:51,75  |         |
| 20.   | 1     | Томи Стал               | Холандија            | 3:47,90 | 3:47,90 | 3:51,97  |         |
| 21.   | 1     | Гвилерме Пинто          | Португалија          | 3:49,67 |         | 3:52,20  |         |
| 22.   | 1     | Игнацио Диаз-Кано       | Шпанија              | 3:46,62 | 3:46,62 | 3:53,91  |         |
| 23.   | 1     | Матеуш Бак              | Пољска               | 3:45,98 | 3:45,98 | 3:55,84  |         |
| 24.   | 2     | Саул Ордонез            | Шпанија              | 3:45,58 | 3:45,58 | 3:56,14  |         |
| 25.   | 2     | Доминик Чаја            | Пољска               | 3:46,71 | 3:46,71 | 4:04,86  |         |
|       | 1     | Ејрик Братен Рицхенберг | Норвешка             | 3:50,64 | 3:50,64 | НЗ       |         |

### Финале
Финале је одржано 20. јула 2013. године.
Почетак такмичења: у 17:55.
| Место | Атлетичар               | Земља                | Резултат | Белешка |
| ----- | ----------------------- | -------------------- | -------- | ------- |
|       | Џејк Вајтман            | Уједињено Краљевство | 3:44,14  |         |
|       | Сулејман Бекмезџи       | Турска               | 3:44,45  |         |
|       | Јулиус Лавник           | Немачка              | 3:45,43  |         |
| 4.    | Шон Тобин               | Ирска                | 3:45,73  | ЛР      |
| 5.    | Богдан-Иван Хородиски   | Украјина             | 3:45,93  | ЛР      |
| 6.    | Никола Бурсаћ           | Србија               | 3:46,41  | ЛР      |
| 7.    | Руаири Финенган         | Ирска                | 3:46,80  |         |
| 8.    | Метју Маклолин          | Уједињено Краљевство | 3:46,84  |         |
| 9.    | Сергеј Дубровски        | Русија               | 3:47,21  |         |
| 10.   | Федерико Газбари        | Италија              | 3:49,45  |         |
| 11.   | Магнус Ханевиг Петерсен | Норвешка             | 3:55,37  |         |
| 12.   | Шаун Вајли              | Уједињено Краљевство | НЗ       |         |